# Grande Prêmio da Áustria de 1998
Resultados do Grande Prêmio da Áustria de Fórmula 1 realizado em A1-Ring em 26 de julho de 1998. Décima etapa da temporada, teve como vencedor o finlandês Mika Häkkinen, que subiu ao pódio junto a David Coulthard numa dobradinha da McLaren-Mercedes, com Michael Schumacher em terceiro pela Ferrari.

## Resumo
Primeira pole position na carreira de Giancarlo Fisichella e a última da equipe Benetton.

## Classificação da prova

### Treino oficial
| Pos.                      | Nº | Piloto                | Construtor          | Tempo    | Diferença |
| ------------------------- | -- | --------------------- | ------------------- | -------- | --------- |
| 1                         | 5  | Giancarlo Fisichella  | Benetton-Playlife   | 1:29.598 | —         |
| 2                         | 14 | Jean Alesi            | Sauber-Petronas     | 1:30.317 | + 0.719   |
| 3                         | 8  | Mika Häkkinen         | McLaren-Mercedes    | 1:30.517 | + 0.919   |
| 4                         | 3  | Michael Schumacher    | Ferrari             | 1:30.551 | + 0.953   |
| 5                         | 18 | Rubens Barrichello    | Stewart-Ford        | 1:31.005 | + 1.407   |
| 6                         | 17 | Mika Salo             | Arrows              | 1:31.028 | + 1.430   |
| 7                         | 2  | Heinz-Harald Frentzen | Williams-Mecachrome | 1:31.515 | + 1.917   |
| 8                         | 4  | Eddie Irvine          | Ferrari             | 1:31.651 | + 2.053   |
| 9                         | 10 | Ralf Schumacher       | Jordan-Mugen/Honda  | 1:31.917 | + 2.319   |
| 10                        | 11 | Olivier Panis         | Prost-Peugeot       | 1:32.081 | + 2.483   |
| 11                        | 1  | Jacques Villeneuve    | Williams-Mecachrome | 1:32.083 | + 2.485   |
| 12                        | 19 | Jos Verstappen        | Stewart-Ford        | 1:32.099 | + 2.501   |
| 13                        | 16 | Pedro Paulo Diniz     | Arrows              | 1:32.206 | + 2.608   |
| 14                        | 7  | David Coulthard       | McLaren-Mercedes    | 1:32.399 | + 2.801   |
| 15                        | 9  | Damon Hill            | Jordan-Mugen/Honda  | 1:32.718 | + 3.120   |
| 16                        | 12 | Jarno Trulli          | Prost-Peugeot       | 1:32.906 | + 3.308   |
| 17                        | 6  | Alexander Wurz        | Benetton-Playlife   | 1:33.185 | + 3.587   |
| 18                        | 15 | Johnny Herbert        | Sauber-Petronas     | 1:33.205 | + 3.607   |
| 19                        | 23 | Esteban Tuero         | Minardi-Ford        | 1:33.399 | + 3.801   |
| 20                        | 21 | Toranosuke Takagi     | Tyrrell-Ford        | 1:34.090 | + 4.492   |
| 21                        | 22 | Shinji Nakano         | Minardi-Ford        | 1:34.536 | + 4.938   |
| 22                        | 20 | Ricardo Rosset        | Tyrrell-Ford        | 1:34.910 | + 5.312   |
| Limite dos 107%: 1:35.870 |    |                       |                     |          |           |
| Fonte:                    |    |                       |                     |          |           |

### Corrida
| Pos.   | Nº | Piloto                | Construtor          | Voltas | Tempo/Diferença | Grid | Pontos |
| ------ | -- | --------------------- | ------------------- | ------ | --------------- | ---- | ------ |
| 1      | 8  | Mika Häkkinen         | McLaren-Mercedes    | 71     | 1:30:44.086     | 3    | 10     |
| 2      | 7  | David Coulthard       | McLaren-Mercedes    | 71     | + 5.289         | 14   | 6      |
| 3      | 3  | Michael Schumacher    | Ferrari             | 71     | + 39.092        | 4    | 4      |
| 4      | 4  | Eddie Irvine          | Ferrari             | 71     | + 43.976        | 8    | 3      |
| 5      | 10 | Ralf Schumacher       | Mugen/Honda         | 71     | + 50.654        | 9    | 2      |
| 6      | 1  | Jacques Villeneuve    | Williams-Mecachrome | 71     | + 53.202        | 11   | 1      |
| 7      | 9  | Damon Hill            | Jordan-Mugen/Honda  | 71     | + 1:13.624      | 15   |        |
| 8      | 15 | Johnny Herbert        | Sauber-Petronas     | 70     | + 1 volta       | 18   |        |
| 9      | 6  | Alexander Wurz        | Benetton-Playlife   | 70     | + 1 volta       | 17   |        |
| 10     | 12 | Jarno Trulli          | Prost-Peugeot       | 70     | + 1 volta       | 16   |        |
| 11     | 22 | Shinji Nakano         | Minardi-Ford        | 70     | + 1 volta       | 21   |        |
| 12     | 20 | Ricardo Rosset        | Tyrrell-Ford        | 69     | + 2 voltas      | 22   |        |
| Ret    | 19 | Jos Verstappen        | Stewart-Ford        | 51     | Motor           | 12   |        |
| Ret    | 23 | Esteban Tuero         | Minardi-Ford        | 30     | Spun off        | 19   |        |
| Ret    | 5  | Giancarlo Fisichella  | Benetton-Playlife   | 21     | Colisão         | 1    |        |
| Ret    | 14 | Jean Alesi            | Sauber-Petronas     | 21     | Colisão         | 2    |        |
| Ret    | 2  | Heinz-Harald Frentzen | Williams-Mecachrome | 16     | Motor           | 7    |        |
| Ret    | 18 | Rubens Barrichello    | Stewart-Ford        | 8      | Freios          | 5    |        |
| Ret    | 16 | Pedro Paulo Diniz     | Arrows              | 3      | Colisão         | 13   |        |
| Ret    | 17 | Mika Salo             | Arrows              | 1      | Colisão         | 6    |        |
| Ret    | 11 | Olivier Panis         | Prost-Peugeot       | 0      | Embreagem       | 10   |        |
| Ret    | 21 | Toranosuke Takagi     | Tyrrell-Ford        | 0      | Colisão         | 20   |        |
| Fonte: |    |                       |                     |        |                 |      |        |

## Tabela do campeonato após a corrida
| Pos. | Piloto             | Pontos |
| ---- | ------------------ | ------ |
| 1    | Mika Häkkinen      | 66     |
| 2    | Michael Schumacher | 58     |
| 3    | David Coulthard    | 36     |
| 4    | Eddie Irvine       | 32     |
| 5    | Alexander Wurz     | 17     |

| Pos. | Construtor          | Pontos |
| ---- | ------------------- | ------ |
| 1    | McLaren-Mercedes    | 102    |
| 2    | Ferrari             | 90     |
| 3    | Benetton-Playlife   | 32     |
| 4    | Williams-Mecachrome | 20     |
| 5    | Stewart-Ford        | 5      |

- Nota: Somente as primeiras cinco posições estão listadas.